# Erynnia coracina
Erynnia coracina är en tvåvingeart som beskrevs av Henry J. Reinhard 1968. Erynnia coracina ingår i släktet Erynnia och familjen parasitflugor.
Artens utbredningsområde är British Columbia. Inga underarter finns listade i Catalogue of Life.